# Liste der Monuments historiques in Champvans (Haute-Saône)
Die Liste der Monuments historiques in Champvans führt die Monuments historiques in der französischen Gemeinde Champvans auf.

## Liste der Objekte
| Bezeichnung                                     | Beschreibung | Standort                                | Kennzeichnung | Schutzstatus | Datum | Bild |
| ----------------------------------------------- | --- | --------------------------------------- | ------------- | ------------ | ----- | ---- |
| Kanzel                                          | Holz, Anfang des 19. Jahrhunderts, Bildhauer François Besand                                                                               | in der Kirche Sts-Pierre-et-Paul (Lage) | PM70000283    | Classé       | 1979  |      |
| Gemälde Auferstehung Christi                    | Ölfarbe auf Leinwand, 18. Jahrhundert | in der Kirche Sts-Pierre-et-Paul (Lage) | PM70002391    | Inscrit      | 1980  |      |
| Gemälde Christi Himmelfahrt                     | Ölfarbe auf Leinwand, 18. Jahrhundert | in der Kirche Sts-Pierre-et-Paul (Lage) | PM70002392    | Inscrit      | 1980  |      |
| Taufaltar                                       | Retabel; Holz, 18. Jahrhundert | in der Kirche Sts-Pierre-et-Paul (Lage) | PM70002393    | Inscrit      | 1980  |      |
| Skulptur Heiliger Franz-Xaver                   | Holz, farbig gefasst, 18. Jahrhundert | in der Kirche Sts-Pierre-et-Paul (Lage) | PM70002394    | Inscrit      | 1980  |      |
| Hauptaltar                                      | Altartisch, Retabel, zwei Skulpturen, ein Gemälde und die Altarleuchter; Holz, farbig gefasst, sowie Ölfarbe auf Leinwand, 18. Jahrhundert | in der Kirche Sts-Pierre-et-Paul (Lage) | PM70000278    | Classé       | 1972  |      |
| Marienaltar                                     | rechter Seitenaltar; Altartisch, Retabel und Skulptur; Holz und Stuck, farbig gefasst, 18. Jahrhundert                                     | in der Kirche Sts-Pierre-et-Paul (Lage) | PM70000279    | Classé       | 1972  |      |
| Gemälde Tod des heiligen Bruno                  | Ölfarbe auf Leinwand, 18. Jahrhundert | in der Kirche Sts-Pierre-et-Paul (Lage) | PM70000280    | Classé       | 1972  |      |
| Margaretenaltar                                 | linker Seitenaltar; Altartisch, Retabel und Relief; Stuck, farbig gefasst, 18. Jahrhundert                                                 | in der Kirche Sts-Pierre-et-Paul (Lage) | PM70000281    | Classé       | 1974  |      |
| Kommunionbank                                   | Schmiedeeisen, 18. Jahrhundert | in der Kirche Sts-Pierre-et-Paul (Lage) | PM70000282    | Classé       | 1979  |      |
| Vier Skulpturen Jahreszeiten und vier Ziervasen | Stein, um 1745, Bildhauer Claude-Damien Gardaire                                                                                           | im Schlosspark (Lage)                   | PM70000284    | Classé       | 1975  |      |